# Ronsard à son âme
Ronsard à son âme è una composizione per voce e pianoforte scritta da Maurice Ravel tra il 1923 e il 1924 su versi del poeta francese Pierre de Ronsard.

## Storia
La Revue Musicale, su iniziativa del suo fondatore, Henry Prunières, decise di rendere omaggio al poeta Pierre de Ronsard nel quattrocentesimo della nascita su un numero speciale programmato per il 1º marzo 1924. Come già era accaduto precedentemente in altre occasioni, la Revue chiese a diversi compositori di scrivere un brano dedicato all'autore degli Amours. Otto musicisti, Paul Dukas, André Caplet, Daniel Auber, Arthur Honegger, Roland-Manuel, Maurice Delage e, appunto, Ravel, accolsero l'invito.
Verso la fine del 1923 il compositore era appena rientrato dall'ennesima trasferta concertistica nei Paesi Bassi e in Inghilterra e si trovava ad attraversare un periodo difficile, di grande malinconia. Dietro la richiesta specifica della Revue iniziò comunque a scrivere a Montfort-l'Amaury nella sua residenza Le Belvédère, una lirica su un testo di Ronsard; la scelta cadde su una poesia particolare, À son âme, e come Ravel stesso disse, non poteva fare altro, vista la sua tristezza, che "mettere in musica un epitaffio per Ronsard", rispondente al suo stato d'animo.  La breve lirica venne composta in meno di un mese e terminata nel gennaio 1924; fu pubblicata, insieme alle altre, sulla rivista nel numero speciale intitolato Ronsard et la musique, volto a sottolineare l'opinione del poeta il quale riteneva esistesse una forte connessione fra la musica e l'arte poetica, convinzione che egli sostenne nel suo Abrégé de l'art poétique français del 1565.
Il brano fu dedicato dall'autore a Marcelle Gerar che ne fu anche l'interprete alla prima esecuzione avvenuta a Londra all'Aeolian Hall il 26 aprile 1924, accompagnata dallo stesso Ravel al pianoforte. Nella stessa serata fu eseguita per la prima volta anche la rapsodia Tzigane per violino e pianoforte.

Marcelle Gerar, il cui vero nome era Marcelle Regerau, era una signora appassionata di musica d'avanguardia e dotata di una notevole voce; Ravel la conobbe durante una serata a lui dedicata in un bistrot, organizzata da M.me Gerar che si esibì anche come cantante. Da allora si stabilì una forte amicizia tra il compositore e la sua interprete che, in seguito, ebbe il merito di curare una raccolta di lettere del musicista.

## Testo
Amelette Ronsardelette,

Mignonnelette, doucelette,

Très chère hôtesse de mon corps,

Tu descends là-bas foiblelette,

Pâle, maigrelette, seulette,

Dans le froid royaume des morts,

Toutesfois simple, sans remords

De meurtre, poison et rancune,

Méprisant faveurs et trésors

Tant enviés par la commune.

Passant, j'ai dit, suis ta fortune,

Ne trouble mon repos: je dors!

## Analisi
Ronsard à son âme è una brevissima lirica, di sole 52 battute, costruita con essenzialità, si potrebbe quasi dire minimalista. Del brano ben 37 battute sono scritte su due pentagrammi soltanto, uno per il pianoforte e uno per il canto, con un'unica indicazione di espressione: "semplice", che è in effetti la caratteristica di questo pezzo. La maggior parte dell'accompagnamento strumentale è costituita da una trama armonica essenziale, basata su una sequenza di quinte parallele. Nello spiegare il perché di questa scrittura così scarna, Ravel disse in seguito che aveva scritto su un unico pentagramma proprio per avere una mano libera per potersi fumare una sigaretta, battuta che rivela lo humour di cui era dotato il musicista, non nuovo a situazioni spiritose come nell'episodio della chiave durante la prima dei Valses nobles et sentimentales.
La caratteristica dello stile un po' arcaico della lirica riporta al carattere di un organum medioevale, basato su due sole voci, pur rimanendo un'opera assolutamente moderna nella sua essenzialità.

La parte vocale, dalla linearità melodica intrisa di intima mestizia, trasmette il mistero di una vita ultraterrena, avvolta in un'atmosfera sospesa; le parole del poeta così dolcemente accorate nei confronti della propria anima ricordano quelle, similmente intense, di congedo alla propria da parte dell'imperatore Adriano: Animula vagula blandula.

## Versione per orchestra
Nel 1935 Ravel decise di realizzare una nuova versione di Ronsard à son âme per voce e orchestra. L'aggravarsi della malattia gli impediva, però, non solo di scrivere nuove composizioni, ma anche la stessa stesura di una partitura strumentale; per questo motivo dettò la nuova realizzazione a Manuel Rosenthal e Lucien Garban, musicisti suoi amici. Fu l'ultimo lavoro portato a termine da Ravel, seppure tramite l'aiuto di collaboratori.  La prima esecuzione della nuova versione ebbe luogo a Parigi, al Théâtre national de l'Opéra-Comique il 17 febbraio 1935 con il baritono Martial Singher e l'Orchestra Pasdeloup diretta da Piero Coppola.

### Organico
Voce, due flauti, due oboi, due clarinetti, fagotto, tam-tam, vibrafono, pianoforte, archi